# Сіліваш (Клуж)
Сіліваш (рум. Silivaș) — село у повіті Клуж в Румунії. Адміністративно підпорядковане місту Герла.
Село розташоване на відстані 332 км на північний захід від Бухареста, 31 км на північний схід від Клуж-Напоки.

## Населення
За даними перепису населення 2002 року у селі проживали 193 особи.
Національний склад населення села:
| Національність | Кількість осіб | Відсоток |
| -------------- | -------------- | -------- |
| румуни         | 186            | 96,4%    |
| угорці         | 7              | 3,6%     |

Рідною мовою назвали:
| Мова      | Кількість осіб | Відсоток |
| --------- | -------------- | -------- |
| румунська | 185            | 95,9%    |
| угорська  | 8              | 4,1%     |